# Tanapon Sukhumpantanasan
Tanapon Sukumpantanasan (tiếng Thái: ธนพนธ์ สุขุมพันธนาสาร, phiên âm: Tha-na-pon Su-khum-pan-tha-na-san, sinh ngày 20 tháng 3 năm 2001) còn có nghệ danh là Perth (เพิร์ธ), là một diễn viên và ca sĩ người Thái Lan trực thuộc GMMTV. Bắt đầu vai diễn đầu tiên trong series "Please เสียงเรียกวิญญาณ" (Tạm dịch là "Xin đừng gọi hồn"). Anh được biết đến nhiều nhất với vai diễn Ae hay Ae Intouch, nam chính trong series truyền hình "Love By Chance" (2018) tạm dịch là "Tình Cờ Yêu".

## Tiểu sử
Tanapon Sukumpantansan hay Perth sinh vào thứ ba ngày 20 tháng 3 năm 2001 tại Thái Lan và là con một trong gia đình. Anh tốt nghiệp trường Saint Dominic và hiện tại anh đã tốt nghiệp Đại học Srinakharinwirot (viết tắt là SWU) khoa Nghệ thuật Truyền thông Cách Tân chuyên ngành Đào tạo diễn xuất và đạo diễn.

## Sự nghiệp
Perth thủ vai Nainaphap Sutheeanan (tên thường gọi là Pete) trong series "Please เสียงเรียกวิญญาณ" năm 2017. Trong 2018, anh được mọi người biết đến nhiều hơn bởi vai diễn Ae hay Ae Intouch, nam chính trong series BL Thái Lan "Love By Chance" được phát sóng trên kênh GMM25 và LineTV.
Tháng 5 năm 2019 Perth cùng với Plan, Gun và Title thành lập ban nhạc có tên là TEMPT và được quản lý bởi công ty AttractorTH.
Năm 04.04.2022, Perth gia nhập GMMTV.

## Các phim đã tham gia

### Phim điện ảnh
| Năm  | Tên phim                  | Vai diễn |
| 2019 | Love: Must Fight          |          |
| 2021 | Tell the World I Love You | Boang    |

### Phim truyền hình
| Năm       | Tên phim                                  | Vai diễn     | Ghi chú   |
| --------- | ----------------------------------------- | ------------ | --------- |
| 2017      | Please... Seiyng Reiyk Wiyyan (Soul Call) | Breeze       | Vai phụ   |
| 2018      | Love by Chance                            | Ae Intouch   | Vai chính |
| 2019      | Reminders                                 | Pin          | Vai chính |
| 2019      | Kao Waan Hai Noo Pen Sai Lub              | Young Sia Ha | Khách mời |
| 2019–2020 | Until We Meet Again                       | Somkrit      | Khách mời |
| 2019      | The Stranded                              | Krit         | Vai chính |
| 2020      | Love by Chance 2: A Chance to Love        | Ae Intouch   | Vai phụ   |
| 2021      | Seven Project                             | Beam         | Vai chính |
| 2022      | Never Let Me Go (phim truyền hình)        | Chopper      | Vai phụ   |
| 2023      | Double Savage                             | Pawin        | Vai chính |
| 2023      | Dangerous Romance                         | Kanghan      | Vai chính |

### TV Show
| Năm  | Tên show                 | Ghi chú                               | Ref   |
| ---- | ------------------------ | ------------------------------------- | ----- |
| 2018 | Try It                   | Host chính (Ep. 2, 4-5)               |       |
| 2018 | Try It - Ep. 0           | Host chính                            |       |
| 2018 | A-VLOG                   | Host chính                            |       |
| 2019 | Taokaenoi Club: Season 2 | Thành viên chính                      |       |
| 2019 | Jen Jud God Jig          | Khách mời (Ep.12)                     |       |
| 2019 | Nung Na Rong: Interviews | Khách mời {Tell The World I Love You} |       |
| 2020 | Nat Kan Khao Kong        | Khách mời (Ep.7)                      |       |
| 2020 | Boyfriends Challenge     | Thành viên chính                      |       |
| 2020 | SosatSeoulsay            | Khách mời (Ep.6, 31, 69)              |       |
| 2021 | Fullturn                 | Khách mời (Ep.6)                      |       |
| 2022 | Safe House 4: Vote       | Thành viên chính                      | [ 1 ] |

## Video ca nhạc
| Năm  | Tựa        | Tựa tiếng Anh        | Ca sĩ                           | Ghi chú                              |
| ---- | ---------- | -------------------- | ------------------------------- | ------------------------------------ |
| 2018 | ไม่ว่าอะไร   | Wish This Love       | Arunpong Chaiwinit              | OST Love by Chance                   |
| 2018 | หวัง        | Hope                 | Sirintip Hanpradit              | OST Love by Chance                   |
| 2018 | ขอ         | Wish                 | Boy Sompob                      | OST Love by Chance                   |
| 2018 | นา นา นา   | Na Na Na             | Boy Sompob                      | OST Love by Chance                   |
| 2019 | ไม่บอกเธอ   | Bedroom Audio        |                                 | Cover by TEMPT                       |
| 2019 | หลอก       | NICECNX              |                                 | Cover by Perth                       |
| 2019 |            | Endless Love         | Jackie Chan & Kim Hee Sun       | Cover by Perth                       |
| 2019 | ใช่...ใช่ไหม | Tell Me Is This Love | TEMPT                           | bài chính thức                       |
| 2020 | บังเอิญรัก    |                      | Perth, Title, Mark, Mean & Plan | OST Love by Chance: A Chance to Love |
| 2020 |            | be with me tonight   | Perth, Title, Gun, Plan         | Bài của nhóm TEMPT                   |
| 2020 | เพลงคิดถึง   |                      | Perth                           | OST. บังเอิญรัก 2 A CHANCE TO LOVE      |

## Các giải thưởng
| Năm  | Giải                     | Hạng mục                                         | Kết quả   | Đề cử          |
| ---- | ------------------------ | ------------------------------------------------ | --------- | -------------- |
| 2019 | 2nd LINE TV AWARDS       | Best Couple (with Suppapong Udomkaewkanjana)     | Won       | Love by Chance |
| 2019 | 2nd LINE TV AWARDS       | Best Kiss Scene (with Suppapong Udomkaewkanjana) | Won       | Love by Chance |
| 2019 | 13th KAZZ AWARDS         | Young Boys of the Year                           | Won       | N/A            |
| 2020 | 16th Kom Chad Luek Award | Popular Vote                                     | Won       | Love by Chance |
| 2020 | 16th Kom Chad Luek Award | Most Popular TV Series – Drama                   | Nominated | Love by Chance |
| 2020 | 14th KAZZ AWARDS         | Popular Male Teenage                             | Won       | N/A            |
| 2020 | 14th KAZZ AWARDS         | Popular Vote                                     | Nominated | N/A            |
| 2020 | 14th KAZZ AWARDS         | Trending Artist Award (with TEMPT)               | Nominated | N/A            |
| 2020 | 6th Maya Awards          | Charming Boy                                     | Won       | N/A            |

## Công việc khác
| Năm  | Tên hoạt động     | Ghi chú                   |
| 2018 | Present Try It TH | Attractor Youtube Channel |